# Šarišské Jastrabie
Šarišské Jastrabie est un village de Slovaquie situé dans la région de Prešov.

## Histoire
Première mention écrite du village en 1435.

## Démographie

### Évolution de la population
| Année:               | 1994. | 2004.    | 2014.    | 2024.    |
| -------------------- | ----- | -------- | -------- | -------- |
| Nombre de personnes: | 969   | 1170     | 1364     | 1606     |
| Différence:          |       | +20,74 % | +16,58 % | +17,74 % |

| Année:               | 2023. | 2024.   |
| -------------------- | ----- | ------- |
| Nombre de personnes: | 1569  | 1606    |
| Différence:          |       | +2,35 % |